# Skautská asociace Nového Zélandu
Skautská asociace Nového Zélandu, oficiálně The Scout Association of New Zealand je národní skautská organisace na Novém Zélandu a člen světové organisace skautského hnutí (WOSM) od roku 1953. V roce 2015 měla asociace Nového Zélandu 15 329 členů.
Skautská asociace Nového Zélandu se podílí na mnoha aktivitách asijsko-tichomořského regionu WOSM, Světových skautských táborech a Jamboree. Program asociace zdůrazňuje zachování přírodních zdrojů. Novozélandští skauti pomohli při přírodních katastrofách, jako například stavbou barier při povodních.

## Historie
V roce 1923 vytvořila Skautská asociace Spojeného království pobočku na Novém Zélandu, začala reorganizovat skauting v souladu s její politikou, organizací a pravidly a zavedla program pro vlčata a Rovery Novozélandská pobočka Skautské asociace byla založena v roce 1941 jako The Boy Scouts Association (New Zealand Branch), Incorporated, následně v roce 1956 změnil svůj název na The Boy Scouts Association of New Zealand a nakonec na The Scout Association of New Zealand v roce 1967. Skautská asociace Nového Zélandu používá zkrácený název Scouts New Zealand.
Až do roku 1953 byla novozélandská pobočka zastoupena prostřednictvím asociace skautů Spojeného království, v roce 1953 se stala přímým členem Světové organisace skautského hnutí. V roce 1963 byla představena sekce „Venturer Scout“.
První ženy se na zkoušku staly členy sekce Venturer Scout v roce 1976. Formálně byly ženy přijat v roce 1979 a Venturer se tím stala koedukovaná. V roce 1987 byly dívky formálně přijaty do kategorie Skauti. To bylo následováno přijetím dívek do zbývajících programů Kea a Cub v roce 1989.
V roce 1979, bylo panu Arthuru W.V. Reevemu uděleno ocenění Bronzový vlk.

## Události

### Jamboree
První novozélandské Jamboree, New Zealand Exhibition Jamboree, se konalo v Dunedinu v letech 1925-6. Odhaduje se, že se ho zúčastnilo 200 lidí. Příští ročník se konal v Aucklandu roku 1958-9. Od té doby se jamboree koná jednou za tři roky. 20. Novozélandské skautské jamboree se konalo v roce 2013-14 v Fieldingu, a 21. Novozélandské skautské jamboree se bude konat v Marlborough, od 29. prosince 2016 do 7. ledna 2017.

### Venture
Venture je akce pořádaná pro „Venturer scouts“ asi jednou za tři roky. Na Novém Zélandu se uskutečnilo 13 národních Ventures. Jedenáctý ročník se konala v Brookfield poblíž Wellingtonu 1.-11. ledna 2010, „Venture South“ se konalo v Rivertonu, Southland 5.-14. ledna 2013. Třináctý ročník („Inferno 2016“) se uskutečnil v a kolem Rotorua v lednu 2016.

### Moot
V roce 2016 se na Novém Zélandu konalo 74. setkání roverů „Moot“. Mooty se obvykle konají na místní i celostátní úrovni jednou za rok. 75. Národní Rover Moot („Big Bang Moot“) se sejde v Helensville během velikonočního víkendu 2017.

### Veřejné školy
Následující školy jsou řízeny Asociací:
- Aviation School
- Canoe School
- Caving School
- Walsh Memorial Scout Flying School
- Mountaincraft School
- Photography School
- Snow School